# 예산 호서은행 본점
예산 호서은행 본점(禮山湖西銀行本店)은 대한민국 충청남도 예산군 예산읍 예산리에 있는 일제강점기의 건축물이다. 1987년 12월 30일 충청남도의 기념물 제66호로 지정되었다.

## 개요
1913년 지역의 민간유지들에 의해 건립된 민족자본 은행인 호서은행의 본점으로 쓰기 위해 건립했다. 2층의 서양식 건물로, 중후한 멋과 비례감이 잘 조화를 이루고 있다. 1, 2층의 창문을 하나로 연결하여 근대적인 감각을 살렸으며, 출입구 부분을 돌출시켜 그 위의 지붕을 곡선으로 처리하는 등 앞면을 강조하였다.